# 리몬주

리몬주의 위치

리몬주(스페인어: Provincia de Limón)는 코스타리카 동부에 위치한 주로 주도는 리몬이며 면적은 9,189km2, 인구는 386,862명(2011년 기준), 인구 밀도는 42명/km2이다. 6개 현을 관할한다. 북쪽으로는 니카라과, 남쪽으로는 파나마와 국경을 접하며 서쪽으로는 에레디아주, 카르타고주, 푼타레나스주, 산호세주, 동쪽으로는 카리브해와 접한다.

주기
주 문장